# Nistru Otaci
FC Nistru Otaci is een Moldavische voetbalclub uit Otaci.

## Naamsveranderingen
1953 : Opgericht als Nistru Otaci
1999 : Fusie met Unisport Chisinau→ FC Nistru-Unisport Otaci
2000 : Herroeping fusie, FC Nistru Otaci

## Erelijst
- Beker van Moldavië

Winnaar in 2005
Finalist in 1994, 1997, 2001, 2002, 2003, 2006, 2007
- Moldavische Supercup
  - Finalist in 2005

## In Europa
Nistru Otaci speelt sinds 2000 in diverse Europese competities. Hieronder staan de competities en in welke seizoenen de club deelnam:
- UEFA Cup (8x)

2001/02, 2002/03, 2003/04, 2004/05, 2005/06, 2006/07, 2007/08, 2008/09
- Intertoto Cup (1x)

2000

## Bekende (oud-)spelers
- Serghei Pogreban
- Gheorghe Stratulat